# Assassinat d'Inejirō Asanuma
L'assassinat d'Inejirō Asanuma, président du Parti socialiste japonais, est survenu le 12 octobre 1960 lors d'un débat public télévisé à Tokyo. Un ultranationaliste de droite de 17 ans du nom d'Otoya Yamaguchi monte sur scène et poignarde Asanuma à l'aide d'un wakizashi, type d'épée courte traditionnelle.
Cet assassinat affaiblit le Parti socialiste japonais, inspire une série de crimes similaires et fait de Yamaguchi une figure de l'ultranationalisme japonais.

## Contexte
Asanuma était une figure charismatique de la gauche japonaise. En 1959, Asanuma avait suscité l'indignation au Japon en visitant la Chine communiste et en déclarant les États-Unis "l'ennemi commun de la Chine et du Japon" lors d'un discours à Pékin.
À son retour au Japon, Asanuma est devenu l'un des principaux dirigeants et principaux visages publics des manifestations contre l'Anpo contre le traité de sécurité américano-japonais, menant un certain nombre de marches de masse sur la Diète nationale japonaise. Des groupes et des individus d’extrême-droite, tels que Bin Akao et son Parti patriotique du grand Japon (大日本愛国党, Dai Nippon Aikoku Tō), sont devenus convaincus que les manifestations massives de gauche étaient un signe que le Japon était au bord d'une révolution communiste et mobilisés pour éviter une telle éventualité.
Akao et le Parti patriotique du Grand Japon faisaient partie d'un segment important de l’extrême-droite japonaise qui était extrêmement pro-États-Unis et donc fortement en faveur de l'alliance américano-japonaise. Akao et d'autres qui partageaient sa vision du monde étaient donc doublement en colère contre Asanuma pour avoir présenté les États-Unis comme le principal ennemi du Japon lors de son voyage en Chine et pour s'être si activement opposé au traité de sécurité.

## Assassin
Otoya Yamaguchi, le fils d'un officier de haut rang des Forces d'autodéfense japonaises, avait rejoint le Parti patriotique du Grand Japon de Bin Akao au milieu de l'adolescence après avoir été radicalisé par son frère aîné. Pendant les manifestations d'Anpo, il avait participé à un certain nombre de contre-manifestations de droite du groupe et avait été arrêté et libéré 10 fois au cours de 1959 et 1960.
Selon son témoignage ultérieur à la police, Otoya a affirmé qu'au cours des manifestations d'Anpo, il s'était encore plus radicalisé et désillusionné par le leadership d'Akao, qui, selon lui, n'était pas assez radical. En mai 1960, il démissionne du groupe d'Akao afin d'être libre d'une action plus "décisive".

## Assassinat
Le 12 octobre 1960, Asanuma participait à un débat électoral télévisé au Hibiya Public Hall dans le centre de Tokyo, mettant en vedette les dirigeants des trois principaux partis politiques. Suehiro Nishio du Parti démocrate socialiste et l'actuel Premier ministre Hayato Ikeda du Parti libéral-démocrate au pouvoir étaient également programmés pour participer. Le débat a été parrainé par la Commission électorale japonaise, l'Alliance pour des élections propres et le diffuseur national NHK, qui a également télédiffusé l'événement. 2 500 personnes étaient également présente dans le public.
Nishio parla le premier ; à 15 h 0, Asanuma s'est avancé vers le podium et a commencé son discours. Immédiatement, des factions d’extrême-droite dans le public ont commencé à le chahuter bruyamment, au point que les microphones de la télévision et même les journalistes assis au premier rang ne pouvaient pas comprendre ce qu'il essayait de dire, forçant le modérateur de la NHK à l'interrompre et à appeler au calme. À 15 h 5, alors que le public se calmait enfin et qu'Asanuma reprenait la parole, Yamaguchi s'est précipité sur scène et a fait une profonde poussée dans le flanc gauche d'Asanuma avec un wakizashi volé à son père. Yamaguchi a alors essayé de retourner l'épée contre lui-même mais a été contenu et retenu par l’assistance.
Asanuma a été immédiatement conduit hors du hall et dans un hôpital voisin. Au départ, tout le monde pensait qu'Asanuma s’en sortirait du fait de son embonpoint qui faisait qu'aucun saignement n'était visible. Cependant, l’attaque avait perforé l’aorte et Asanuma est décédé en quelques minutes des suites d’une hémorragie interne massive. Il était déjà mort à son arrivée à l'hôpital.

## Conséquences

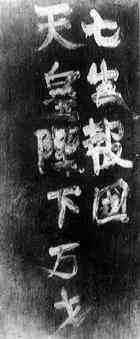
La note qu'Otoya Yamaguchi a laissé sur son mur avant de se suicider. À gauche, "10000 ans pour l'Empereur" (天皇陛下万才, tennōheika banzai). À droite, "7 vies pour mon pays" (七生報国, shichishō hōkoku).

### Discours commémoratif d'Ikeda
L'administration Ikeda avait eu le vent en poupe avant le débat électoral. Le plan de doublement des revenus récemment annoncé par Ikeda s'est avéré populaire et les sondages ont montré que son parti était en position de force à l'approche des élections. Cependant, la nuit de l'assassinat d'Asanuma, environ 20 000 manifestants ont spontanément inondé les rues de Tokyo appelant à la démission de l'ensemble du cabinet Ikeda afin d'assumer la responsabilité de ne pas avoir assuré la sécurité d'Asanuma. Ikeda et ses conseillers craignaient qu'un nouveau mouvement de protestation puisse naître qui serait la seconde venue des manifestations d'Anpo qui avaient renversé le cabinet de son prédécesseur immédiat Nobusuke Kishi.
Pour répondre à la crise, Ikeda a pris la mesure inhabituelle de prononcer personnellement un discours commémoratif pour son ancien adversaire Asanuma lors d'une séance plénière de la Diète le 18 octobre. Les membres de la Diète du Parti socialiste se sont opposés vocalement au discours, et Ikeda avait la réputation d'être maladroit avec ses mots et en tout cas on ne s'attendait pas à ce qu'il dise plus que quelques mots superficiels dans un court discours passe-partout. Cependant, Ikeda a surpris tout le monde en prononçant un long discours dans lequel il a offert une évaluation éloquente et généreuse de l'amour d'Asanuma pour son pays et le peuple japonais et son éthique de travail acharné. Ce discours allait devenir l'un des discours de Diète les plus célèbres de la période d'après-guerre et aurait ému de nombreux membres de la Diète aux larmes.
Le parti d'Ikeda a remporté les élections, augmentant en fait le nombre de sièges qu'il détenait à la Diète, bien que le Parti socialiste japonais d'Asanuma ait également bien fait.

### Emprisonnement et suicide de Yamaguchi
Après l'assassinat, Yamaguchi a été arrêté et emprisonné dans l'attente de son procès. Tout au long de son emprisonnement, il est resté calme et a librement témoigné à la police. Yamaguchi a constamment affirmé qu'il avait agi seul et sans aucune directive des autres. Enfin, le 2 novembre, il écrit sur le mur de sa cellule à l'aide de dentifrice : "Vive l'Empereur" et "Si j'avais sept vies à donner pour mon pays" (七生報国, shichisei hōkoku), ce dernier faisant référence aux célèbres derniers mots du samouraï du quatorzième siècle Kusunoki Masashige, et s'est pendu avec des draps noués.

## Héritage

### Déclin du Parti socialiste japonais
Le Parti socialiste japonais avait été un mariage malheureux entre des socialistes d'extrême gauche, des socialistes centristes et des socialistes de droite, qui avaient été forcés de s'unir pour s'opposer à la consolidation des partis conservateurs dans le Parti libéral-démocrate en 1955. Asanuma avait été une figure charismatique qui avait été capable de maintenir ensemble bon nombre de ces factions antagonistes par la force de sa personnalité. Sous la direction d'Asanuma, le parti avait remporté un nombre croissant de sièges à la Diète à chaque élection au cours de la seconde moitié des années 1950 et semblait prendre de l'ampleur. La mort d'Asanuma a privé le parti de son leadership adroit et a poussé Saburō Eda dans le rôle de leader à la place. Eda a rapidement entraîné le parti dans une direction plus centriste, bien plus vite que les socialistes de gauche n'étaient prêts à l'accepter. Cela a conduit à des luttes internes croissantes au sein du parti et a considérablement endommagé sa capacité à présenter un message cohérent au public. Au cours du reste des années 1960 et au-delà, le nombre de sièges que les socialistes détenaient à la Diète a continué de baisser jusqu'à l'extinction du parti en 1996.

### Télévision, romans de Kenzaburō Ōe et attaques similaires
Parce que l'assassinat d'Asanuma a eu lieu devant des caméras de télévision, il a été diffusé à plusieurs reprises durant les semaines suivantes et a été vu très largement au Japon. Par ailleurs, quelques semaines après l'assassinat, l'auteur lauréat du prix Nobel Kenzaburō Ōe a publié deux nouvelles, Dix-sept (Seventeen) et Mort d'un jeune militant (Seventeen, suite et fin) manifestement inspirées par le crime de Yamaguchi, bien que celui-ci n'y soit pas expressément nommé.
L’attaque de Yamaguchi et la publicité massive qu'il a reçue ont inspiré une vague d’imitations, alors qu'un certain nombre de personnalités politiques sont devenues la cible de complots d’extrême-droite et de tentatives d'assassinat au cours des années suivantes. En particulier, une tentative d'assassinat de l'éditeur du magazine Chūō Kōron en février 1961 par le jeune d’extrême-droite Kazutaka Komori, alors également âgé 17 ans, aurait été directement inspirée par les actions de Yamaguchi.

### Photographie de Yasushi Nagao

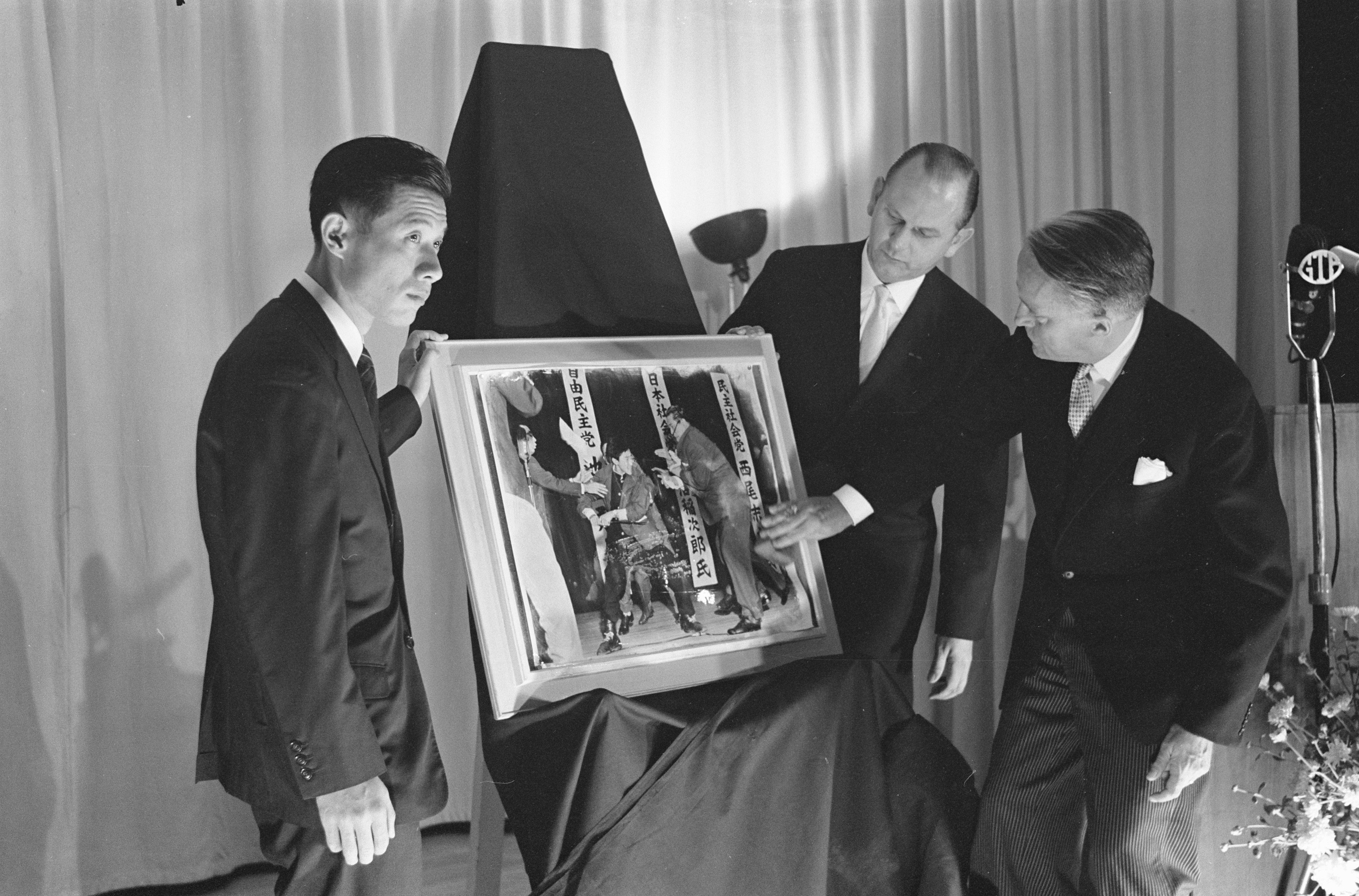
Yasushi Nagao avec sa photo gagnante du prix Pulitzer. (1961)

Une célèbre photographie du moment juste après le coup de Yamaguchi a été prise par le photographe du journal Mainichi shinbun, Yasushi Nagao, qui avait été chargé de couvrir le débat. Alors que Yamaguchi se précipitait vers Asanuma, Nagao a instinctivement ajusté la distance focale de son objectif de 5 à 3 mètres et a capté une image extrêmement claire de l'assassinat. La photographie de Nagao a remporté le prix World Press Photo of the Year en 1960 et a remporté le prix Pulitzer en 1961. Aujourd'hui, on la trouve encore dans les collections comme l'une des meilleures photographies du XXe siècle. La photographie a rendu Nagao célèbre et lui a permis de quitter le Japon et de parcourir le monde à une époque où les japonais n'étaient généralement pas autorisés à voyager à l'étranger. Il a pu quitter son emploi chez Mainichi en 1962 et transformer sa renommée en une carrière de photographe indépendant.

### Yamaguchi devient un martyr
Yamaguchi est immédiatement devenu un héros et un martyr des ultranationalistes de droite japonais. Le 15 décembre 1960, un grand nombre de groupes de droite se sont réunis dans la même salle publique de Hibiya où l'assassinat a eu lieu pour organiser un "service commémoratif national pour notre frère martyr Yamaguchi Otoya". Les groupes d’extrême-droite ont continué à commémorer Yamaguchi chaque année le 2 novembre, l'anniversaire de son suicide, avec un événement particulièrement important le 2 novembre 2010 pour le 50e anniversaire de sa mort.